# Satsuki Mei
Satsuki Mei (さつき 芽衣 16 tháng 8 năm 2000 –) là một nữ diễn viên khiêu dâm người Nhật Bản. Cô thuộc về công ti Mine's.

## Sự nghiệp
7/7/2020, cô ra mắt ngành phim khiêu dâm từ hãng Deeps với phim "Giữa sự ngây thơ trưởng thành Bản ghi tân binh 19 tuổi Satsuki Mei ra mắt ngành" (あどけなさとおとなっぽさのちょうど間 19歳新人 さつき芽衣 AVデビュードキュメント).
Cô có một hợp đồng độc quyền với Deeps, tuy nhiên nó đã hết hạn vào ngày 31/3/2021, và kể từ đó đã làm việc với tư cách là nữ diễn viên tự do.
Trong bảng xếp hạng sàn video FANZA hàng tuần ngày 12/12/2023, phim mà cô đã đóng chung với Takase Rina và Ranran "Dịch vụ harem thần thánh với hầu gái khỏa thân đã làm chủ nhà xuất tinh với bộ ngực nở" (ぷにもちオッパイでご主人様をイカせまくる全裸メイドの神奉仕ハーレム) (K.M.Produce) đã xếp thứ nhất.
Cô đã xếp thứ 4 trong bảng xếp hạng nữ diễn viên khiêu dâm hàng năm năm 2022 của FANZA. Cô cũng đã xếp thứ 18 trong bảng xếp hạng nữ diễn viên khiêu dâm nửa đầu năm 2023.
Vào ngày 8-9/7/2023, một triển lãm ảnh của cô "Bạn là Nonfiction" sẽ được tỏ chức tại Kōenji để kỉ niệm 3 năm ra mắt ngành.

## Đời tư
Lí do cô trở thành nữ diễn viên khiêu dâm là khi cô đang thăm quan Tokyo, cô đã được chiếc xe Magic Mirror đón, và mặc dù lời đề nghị SEX bị cô từ chối, nói rằng "Điều này là không hay với bạn trai tôi", nhân viên hãng Deeps không bỏ cuộc và lúc sau đã đến Yamagata nơi cô sống (đây là một cảnh dàn dựng, chi tiết xem bên dưới) và đã thuyết phục lại cô để đóng phim khiêu dâm. Sau khi qua nhiều lần thuyết phục, cô đã chọn ra mắt với tư cách là nữ diễn viên độc quyền, tuy nhiên cô cũng đã nói các lí do vào ngành là nhân viên nhiệt tình, cô đã chia tay bạn trai, và tình yêu của cô với quan hệ tình dục.
Nhà biên kịch phim khiêu dâm Sasuke đã khen ngợi cô có một cơ thể "mập mạp tự nhiên", "không trông khác thường với lớp trang điểm dày và có thể quyến rũ người khác một cách kích thích", thể hiện rằng cô có đặc điểm của một nữ diễn viên kiểu gyaru.
Tên diễn của cô do bộ phận truyền thông của Deeps nghĩ ra. Phần tên riêng "Mei" đã được cố định, và họ đã chọn cho cô một họ phổ biến. Tên này không liên quan đến tháng 5 (May), và đôi khi người khác cho rằng nó lấy cảm hứng từ phim Hàng xóm của tôi là Totoro tuy nhiên điều này cũng không đúng (theo cuộc phỏng vấn trong ấn bản tháng 5/2023 của tạp chí FANZA hàng tháng).
Món ăn yêu thích của cô là omurice. Sở thích của cô là nấu ăn và xem anime. Kĩ năng đặc biệt của cô là vẽ tranh và chơi hula hoop. Khi còn nhỏ, ước mơ của cô là trở thành tác giả sách ảnh.
Biệt danh của cô thời đi học là "Thiên sứ" (Tenshi/天使). Cô cũng tham gia câu lạc bộ nghệ thuật của trường. Ngoài ra, cô kém thể thao đến mức không thể thực hiện động tác nhảy ngược hay nhảy ngựa gỗ.
Đối với mẫu đàn ông mà cô thích, cô không quan tâm đến vẻ bề ngoài, và cô thích đàn ông yêu chó và có tính cách đáng yêu. Cô là người có thể bị ảnh hướng xấu từ những người đã hẹn hò cùng. Cô thích những người lớn tuổi hơn, đến không hơn tầm 30 tuổi. Cả ba người cô từng hẹn hò đều lớn tuổi hơn cô.
Cô bắt đầu để ý đến tình dục khi còn học tiểu học và cảm thấy sảng khoái khi cơ quan sinh dục va vào mép bàn. Đến khi cô học các lớp lớn hơn ở tiểu học và trung học, cô đã học được là "Đó là cái lỗ để bỏ thứ gì đó vào" và đó là lúc cô bắt đầu bỏ ngón tay vào đó. Lần đầu cô quan hệ tình dục là vào năm 18 tuổi với một đàn anh làm cùng công việc bán thời gian.
Cô có hứng thú với cảm giác mạnh và hồi hộp của những người làm tình nơi công cộng.
Tư thế yêu thích của cô là tư thế thông thường. Lí do là vì tư thế này giúp dễ chạm được đến phần bên trong cơ quan sinh dục. Cô rất giỏi liếm dương vật và có thể làm nó mãi mãi. Cô cũng thích liếm các bộ phận khác như núm vú và tai. Cô còn có sở thích kì lạ là ngửi mùi tinh dịch, mồ hôi và nách.
Về nơi sinh, hồ sơ chính thức của cô ghi là cô đến từ Yamagata, tuy nhiên trên TwitCasting cô thông báo là cô đến từ thành phố Hamamatsu, Shizuoka (đôi khi cô nói là cô đến từ Shizuoka khi phỏng vấn với các tạp chí và trong những trường hợp khác nữa).